# Crambe acuata
Crambe acuata är en svampdjursart som först beskrevs av Claude Lévi 1958.  Crambe acuata ingår i släktet Crambe och familjen Crambeidae. Inga underarter finns listade i Catalogue of Life.